# Coulangeron
Coulangeron är en kommun i departementet Yonne i regionen Bourgogne-Franche-Comté i norra Frankrike. Kommunen ligger i kantonen Coulanges-la-Vineuse som tillhör arrondissementet Auxerre. År 2022 hade Coulangeron 214 invånare.

## Befolkningsutveckling
Antalet invånare i kommunen Coulangeron
| Referens: INSEE |